# Beulah Poynter
Beulah Poynter (6 juin 1883 - 13 août 1960) est une écrivaine, dramaturge et actrice américaine du cinéma muet. Bien que sa carrière se soit aussi déroulée à Broadway et Hollywood, elle est plus connue pour ses rôles principaux dans des compagnies et des tournées du théâtre de répertoire américain et comme auteur prolifique d'histoires de mystère et de romance. Les spectateurs se souviennent probablement mieux de Beulah Poynter pour son rôle dans Lena Rivers (en), un drame qu'elle avait retravaillé pour la scène, à partir du roman de Mary Jane Holmes (en).

## Biographie

### Jeunesse
Beulah Marguerite Poynter est née dans le nord du Missouri à Eagleville et a grandi à Bethany. Elle est la fille aînée de Henry Douglas Poynter et Lucy "Lula" Walters et a deux frères, Fred et Victor. Son père, directeur d'hôtel, est originaire du Missouri dont la famille venait du Kentucky, tandis que sa mère est née dans l'Iowa de parents qui avaient migré de l'Ohio. Elle est une descendante, paternelle, de James Nevill, un vétéran de la guerre d'indépendance des États-Unis, originaire de Virginie. Dans sa jeunesse, Beulah Poynter a fréquenté les écoles de la région avant de se joindre au chœur d'une compagnie d'opéra locale, vers l'âge de seize ans.

### Carrière
En 1904, Beulah Poynter est l'une des actrices principales de la Eastern Company dans Out of the Fold, une comédie dramatique de Langdon McCormick (en). L'année suivante, elle se joint à la Pavilion Stock Company pour jouer le rôle de Bossy dans leur production itinérante de la comédie farce de Charles Hale Hoyt, A Texas Steer. En août 1905, elle entreprend une tournée dans le rôle-titre d'une adaptation par Edward W. Roland et Edwin Clifford du roman de Charlotte Mary Brame (en), Dora Thorne. Un peu plus d'un an plus tard, à partir d'octobre 1906, Beulah Poynter entreprend une tournée avec la Nixon and Co. dans le rôle-titre de Lena Rivers, un drame qu'elle avait adapté du roman de Mary J. Holmes. La pièce s’avère être un succès auprès des spectateurs et continue de tourner, avec Beulah Poynter aux commandes pendant quatre saisons,,.
En août 1910, Beulah Poynter entreprend une tournée pour présenter The Little Girl He Forgot, un drame qu'elle a écrit et dans lequel elle joue le rôle de June Holly. La pièce part en tournée en avril 1911 et elle est suivie, en août de la même année, d'un engagement au Majestic Theatre de Fort Wayne, dans l'Indiana, avec une mise en scène du roman d'Edward Eggleston (en), The Hoosier Schoolmaster, et de la pièce originale Mother's Girl de Beulah Poynter,.
Beulah Poynter continue ses tournées, avec sa propre compagnie, en reprenant souvent Lena Rivers, The Little Girl He Forgot et Mother's Girl. En novembre 1911, elle joue dans la production itinérante de A Kentucky Romance, une comédie dramatique écrite spécialement pour elle par Joseph Le Brandt,. La compagnie de Poynter est restée en tournée avec A Kentucky Romance et Lena Rivers jusqu'aux premiers mois de 1913 avant de se joindre, au printemps, à une compagnie de vaudeville avec un sketch de farce intitulé Dear Doctor,.

### Broadway
Beulah Poynter a écrit deux pièces qui ont été jouées à Broadway, The Unborn, en 1915, et One Way Street en 1928. Au Harris Theatre de Times Square, elle a joué Ethel Tate dans la comédie farce de Stephen Gardner Champlin (en), de 1919, Who Did it?. Des trois productions, seule One Way Street a connu un minimum de succès commercial avec cinquante-huit représentations au Théâtre George M. Cohan entre décembre 1928 et février 1929,. The Unborn, dans lequel le méchant est un avorteur illégal, est devenu le centre d'un procès pour plagiat entre Poynter et les producteurs du film de 1916 The Sins that Ye Sin. En fin de compte, le tribunal juge qu'il n'y a pas suffisamment de preuves pour appuyer l'allégation selon laquelle les producteurs du film avaient plagié la pièce de Poynter et l'affaire est rejetée.

### Hollywood
Beulah Poynter a repris ses rôles principaux dans des adaptations hollywoodiennes de Lena Rivers(1914) et The Little Girl That He Forgot (1915). Elle a également joué dans quatre autres films muets : The Ordeal (1914), Born Again (1914), Hearts and Flowers (1914) et Heats of Men (1915). Plus tard, les films The Miracle of Money (1920),The Splendid Folly (1933) et Love is Dangerous (1933), sont adaptés de l'oeuvre de Beulah Poynter.

### Vie personnelle
Le 19 novembre 1904, Beulah Poynter épouse l'acteur Burton S. Nixon à Creston (Iowa). Natif de Nevada (Missouri), Nixon devient le directeur de scène et d'affaires de Beulah Poynter, au cours des années de leur mariage. Elle se marie plus tard, à deux reprises, avec John Bowers (né Bowersox), son acteur principal, au début des années 1910, puis en 1930, avec George Leffler (1874-1951), un ancien acteur devenu producteur de théâtre et imprésario. Cette dernière union prendra fin avec la mort de celui-ci, en 1951. Beulah Poynter meurt, neuf ans plus tard, à l'âge de 77 ans, à Manhasset, New York.

## Galerie

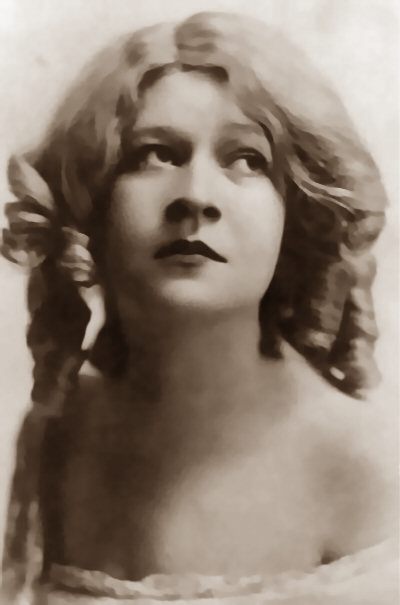
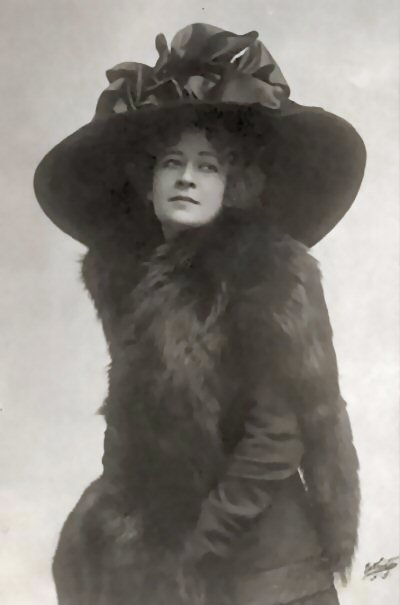
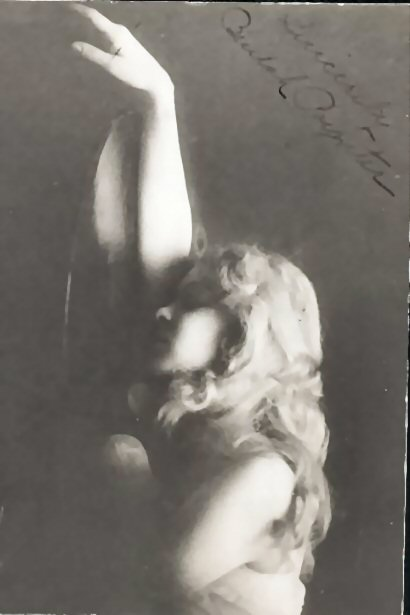
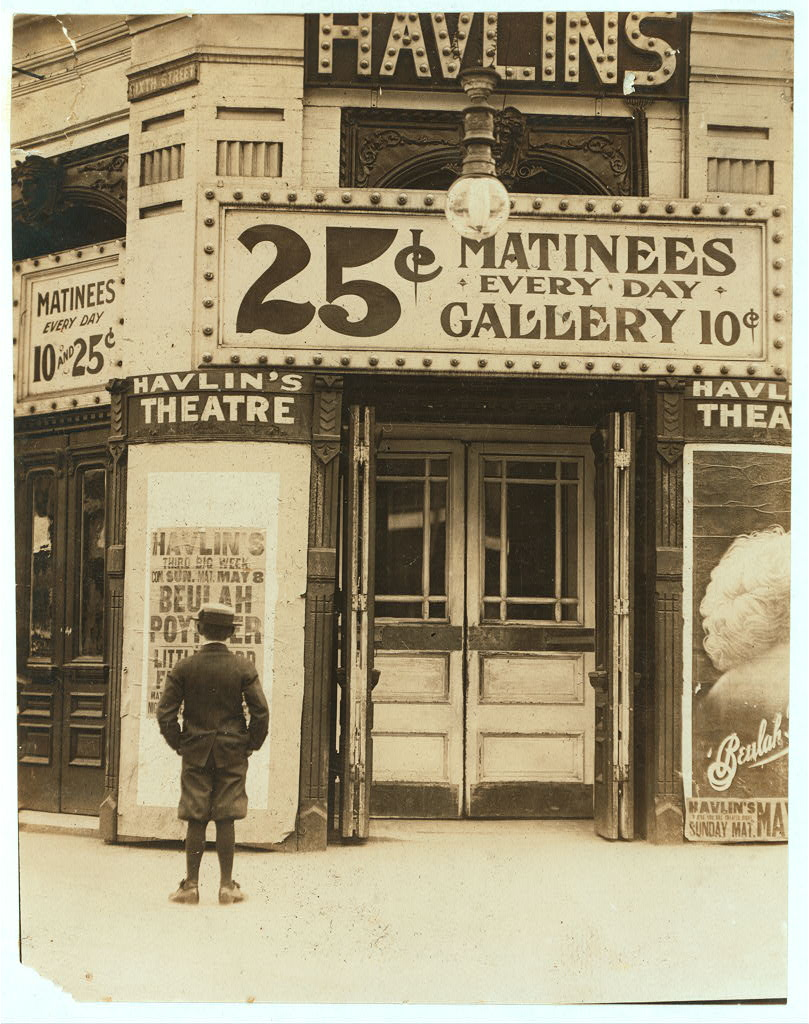
Théâtre à Saint-Louis (Missouri) annonçant l'apparition de Beulah Poynter dans Le Petit Lord Fauntleroy (1910).
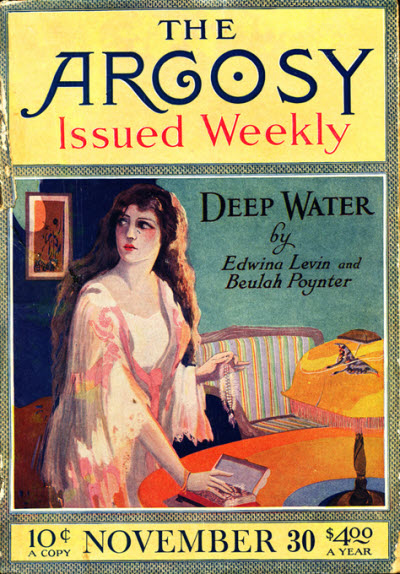
Couverture du magazine Argosy, présentant Deep Water (30 novembre 1918).

### Publications (partielles)
- (en) Beulah Poynter, The Husband Hunter : A Love Story, Chelsea House, 1930, 250 p..
- (en) Beulah Poynter, Dancing Man : A Love Story, Chelsea House, 1933, 252 p..
- (en) Beulah Poynter, Lost Rapture, Greenberg, 1934, 249 p..
- (en) Beulah Poynter, The Disappearance of Mary Amber, Greenberg, 1934, 248 p..
- (en) Beulah Poynter, Love is Not Enough : A Love Story, Chelsea House, 1936, 253 p..
- (en) Beulah Poynter, White Trash, Universal Pub. and Distributing Corporation, 1952, 127 p..
- (en) Beulah Poynter, The Make-believe Bride : A Love Story, Chelsea House, 1932, 251 p..

### Source de la traduction
- (en) Cet article est partiellement ou en totalité issu de l’article de Wikipédia en anglais intitulé « Beulah Poynter » (voir la liste des auteurs).